# Chronique de Melrose

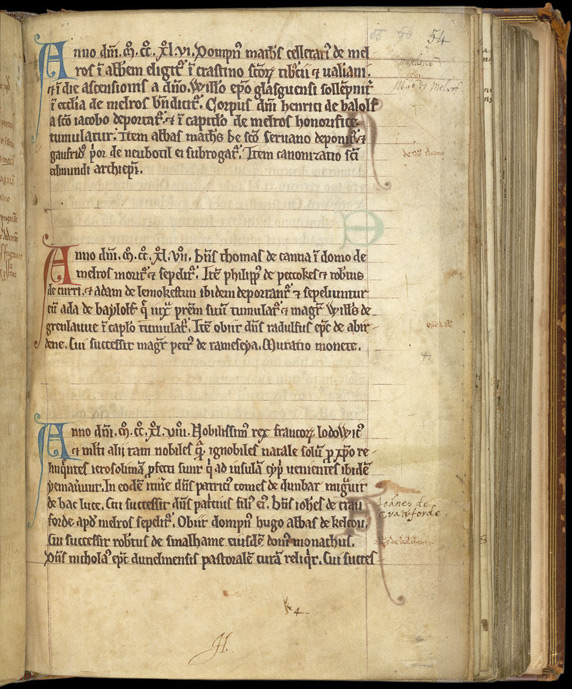
Une page de la Chronique de Melrose dans le manuscrit Cotton Faustina B ix.

La Chronique de Melrose est une chronique médiévale vraisemblablement compilée par des moines de l'abbaye de Melrose, en Écosse. Couvrant la période allant de 735 à 1270, elle subsiste dans le manuscrit Cotton Faustina B ix, conservé à la British Library.

## Composition
La chronique comprend deux parties distinctes. La première, qui couvre les années 745-1140, repose principalement sur une compilation de la Chronique anglo-saxonne et des travaux de chroniqueurs comme Siméon de Durham ou Roger de Hoveden. À partir de 1140, soit la date de fondation de l'abbaye de Melrose, la chronique devient un texte entièrement inédit, que les historiens jugent plus fiable que la partie précédente. L'abbé Jocelin, qui dirige Melrose de 1170 à 1174, pourrait être le commanditaire de cette deuxième partie.

## Histoire
Le manuscrit est vraisemblablement retiré de Melrose lors de la dissolution des monastères, au XVIe siècle. Il passe ensuite entre les mains des antiquaires John Leland (1506-1552) et Robert Bruce Cotton (1570/1571-1631). Comme le reste de sa collection de manuscrits, elle est léguée à la nation par son petit-fils en 1702 et entre au British Museum en 1753, puis à la British Library en 1973.

## Éditions
La première édition de la Chronique est produite par William Fulman (en) en 1684 à Oxford. Elle est suivie de celle de Joseph Stevenson (en) en 1835. Plus récemment, les historiens Dauvit Broun et Julian Harrison l'ont éditée en 2007.